# Руд Вормер
Руд Вормер (нід. Ruud Vormer, нар. 11 травня 1988, Горн) — нідерландський футболіст, півзахисник бельгійського клубу «Зюлте-Варегем».

## Клубна кар'єра
У дорослому футболі дебютував 2006 року виступами за команду клубу АЗ, в якій провів два сезони, взявши участь у 20 матчах чемпіонату.
Своєю грою за цю команду привернув увагу представників тренерського штабу клубу «Рода», до складу якого приєднався 2008 року. Відіграв за команду з Керкраде наступні чотири сезони своєї ігрової кар'єри. Більшість часу, проведеного у складі «Роди», був основним гравцем команди.
До складу «Феєнорда» перейшов 2012 року як вільний агент. За два роки, 1 вересня 2014, уклав трирічний контракт з бельгійським «Брюгге». У своєму першому сезоні в «Брюгге» Руд став володарем Кубка Бельгії, а через рік став чемпіоном країни. Згодом він ще чотири рази виграв чемпіонат Бельгії. У команді Вормер поступово став ключовим гравцем середини поля, а згодом був обраний її капітаном.
3 січня 2023 року Вормер перейшов на правах оренди до кінця сезону у «Зюлте-Варегем», з яким влітку підписав повноцінний дворічний контракт, але через рік 24 червня 2024 року оголосив, що завершить професійну кар'єру.

## Виступи за збірні
Залучався до складу юнацьких та молодіжної збірної Нідерландів. З командою до 17 років брав участь у чемпіонаті Європи серед юнаків 2005 року, де посів друге місце, та чемпіонаті світу серед юнаків 2005 року, посівши третє місце.
31 травня 2018 року дебютував в офіційних іграх за національну збірну Нідерландів в товариському матчі проти збірної Словаччини (1:1), замінивши у другому таймі Донні ван де Бека. Загалом зіграв за збірну у 4 матчах.

## Титули і досягнення
- Чемпіон Бельгії (5):

«Брюгге»: 2015/16, 2017/18, 2019/20, 2020/21, 2021/22
- Володар Кубка Бельгії (1):

«Брюгге»: 2014/15
- Володар Суперкубка Бельгії (4):

«Брюгге»: 2016, 2018, 2021, 2022